# Eutolmus immaculatus
Eutolmus immaculatus är en tvåvingeart som beskrevs av Friedrich Hermann Loew 1871. Eutolmus immaculatus ingår i släktet Eutolmus och familjen rovflugor. Inga underarter finns listade i Catalogue of Life.